# Бездяд (комуна)
Бездяд (рум. Bezdead) — комуна у повіті Димбовіца в Румунії. До складу комуни входять такі села (дані про населення за 2002 рік):
- Бездяд (3661 особа)
- Броштень (426 осіб)
- Валя-Морій (22 особи)
- Костішата (267 осіб)
- Мегура (544 особи)
- Тунарі (203 особи)

Комуна розташована на відстані 91 км на північний захід від Бухареста, 25 км на північ від Тирговіште, 56 км на південь від Брашова.

## Населення
За даними перепису населення 2002 року у комуні проживали 5123 особи.
Національний склад населення комуни:
| Національність   | Кількість осіб | Відсоток |
| ---------------- | -------------- | -------- |
| румуни           | 5118           | 99,9%    |
| угорці           | 4              | 0,1%     |
| росіяни-липовани | 1              | < 0,1%   |

Рідною мовою назвали:
| Мова       | Кількість осіб | Відсоток |
| ---------- | -------------- | -------- |
| румунська  | 5117           | 99,9%    |
| угорська   | 4              | 0,1%     |
| українська | 1              | < 0,1%   |
| російська  | 1              | < 0,1%   |

Склад населення комуни за віросповіданням:
| Релігія       | Кількість осіб | Відсоток |
| ------------- | -------------- | -------- |
| православні   | 4992           | 97,4%    |
| адвентисти    | 92             | 1,8%     |
| бретрени      | 31             | 0,6%     |
| лютерани      | 4              | 0,1%     |
| римо-католики | 2              | < 0,1%   |
| реформати     | 1              | < 0,1%   |
| унітарії      | 1              | < 0,1%   |